# 中山路 (大雅區)
中山路（大雅區）為臺灣臺中市大雅區的道路，大致呈南北向。南連西屯區廣福路，北抵大雅區中清路一段，全長約1.7公里。大部分路段屬於縣道127號，全段位於大雅區境內，是大雅市區聯絡水湳經貿園區（興建中）及逢甲商圈之主要道路。
中山路自中清路一段口（縣道127號轉彎處）向北銜接之中山北路大致與中清南路平行，北接民生路，全長約1.2公里。

## 車道配置
- 中山路：全線雙向二車道，中山路185巷以南設置雙向機車道。
- 中山北路：全線雙向二車道。

## 本道路客運
| 編號 | 業者              | 路線                 | 行駛區間           | 備註               |
| ---- | ----------------- | -------------------- | ------------------ | ------------------ |
| 63   | 統聯客運 豐原客運 | 豐原火車站－臺中榮總 | 廣福路－中清南路   |                    |
| 228  | 豐原客運          | 豐原－僑光科技大學   | 廣福路－中清路一段 | 例假日及寒暑假停駛 |
| 229  | 豐原客運          | 豐原－朝馬           | 廣福路－中清路一段 | 例假日及寒暑假停駛 |

## 沿線設施
（由南至北）
（往南接廣福路）
中山路
- 全成製帽廠股份有限公司
- 大榮貨運大屯所

中清路一段（縣道127號起點）
- （續接）中山北路

中山北路
- 臺中市大雅區文雅國民小學

永和路
- 肯德基臺中大雅餐廳

中清南路
（往東北接民生路（大雅區））